# Hochland-Kammratte
Die Hochland- oder Anden-Kammratte (Ctenomys opimus) ist eine Art der Kammratten. Die Art lebt in unterirdischen Gangsystemen im Hochland der Südamerikanischen Anden.

## Merkmale
Die Hochland-Kammratte erreicht eine Kopf-Rumpf-Länge von 19,5 bis etwa 25 Zentimetern sowie eine Schwanzlänge von 7,5 bis 9,4 Zentimetern, Gewichtsangaben liegen nicht vor. Die Ohrlänge beträgt 9 bis 11 Millimeter und die Hinterfußlänge 40 bis 45 Millimeter. Es handelt sich damit um eine mittelgroße bis große Art der Gattung. Das Fell ist lang und weich. Die Rückenseite ist einheitlich blass gelblich gefärbt und wird zur Kopfoberseite dunkler, wobei manchmal dort auch ein dunklerer Fleck ausgebildet ist.
Der Karyotyp besteht aus einem Chromosomensatz von 2n=26 (FN=48).

## Verbreitung
Die Hochland-Kammratte kommt in drei Unterarten im Altiplano in der Andenregion von Südamerika in Teilen von Argentinien, Bolivien, Peru und Chile vor.

## Lebensweise
Über die Lebensweise der Art liegen wie bei den meisten Kammratten nur wenige Informationen vor. Sie lebt in Graslandflächen der Puna im Hochland in Höhen von etwa 5000 Metern. Wie die meisten Kammratten lebt die Hochland-Kammratte solitär und unterirdisch in selbstgegrabenen Bauen in locker-sandigen, teilweise kiesigen oder schlackehaltigen Böden, meist im Bereich von Hanglagen.
Sie ist dämmerungs- und tagaktiv. Die Grabensysteme, die jeweils von nur einem Tier bewohnt werden, bestehen in der Regel aus einem einzigen Haupttunnel, von dem alle paar Meter kurze Seitenäste abzweigen. Sie umfassen eine oder mehrere Kammern, in denen Vegetation eingelagert oder Nester angelegt sind. Die Höhlen werden zur unterirdischen Nahrungssuche erweitert, und die Tiere fressen große Teile der verfügbaren Vegetation oberhalb der Gangsysteme, darunter Wurzeln, Stängel oder Blätter der meisten verfügbaren Pflanzen, vor allem Gräser. Die Art gräbt dabei einen Tunnel zur Nahrungsquelle, verlässt den Bau, frisst dann in einer Entfernung von nicht mehr als zwei bis drei Körperlängen außerhalb ihrer Höhle und bringt die Nahrung in den Bau.

## Systematik
Die Hochland-Kammratte wird als eigenständige Art innerhalb der Gattung der Kammratten (Ctenomys) eingeordnet, die aus etwa 70 Arten besteht. Die wissenschaftliche Erstbeschreibung der Art stammt von dem deutschen Zoologen Johann Andreas Wagner aus dem Jahr 1848. Dieser gab als Typuslokalität Bolivien an; 1900 wurde diese von Oldfield Thomas auf den Mount Sahama bei Oruro eingegrenzt, wo die Tiere in einer Höhe zwischen 3000 und 4000 Metern gefunden wurden. Innerhalb der Kammratten wird die Art in eine Artengruppe eingeordnet, die als opimus-Gruppe bezeichnet wird und die neben ihr die Salta-Kammratte (Ctenomys saltarius) enthält.
Teilweise wurde diskutiert, ob die Art synonym mit der Gelbbraunen Kammratte (Ctenomys fulvus) sei, da die beiden Arten auf der Basis des Karyotyps nicht unterscheidbar sind.
Innerhalb der Art werden mit der Nominatform drei Unterarten unterschieden:
- Ctenomys opimus opimus Wagner, 1848[4]: Nominatform; kommt im Norden von Chile in der Región de Arica y Parinacota sowie im Hochland im Südwesten Boliviens um La Paz, Oruro und Potosí vor.
- Ctenomys opimus luteolus Thomas, 1900[5]: kommt im Nordwesten von Argentinien in den Provinzen Jujuy, Salta und Catamarca vor.
- Ctenomys opimus nigriceps Thomas, 1900[5]: kommt im Süden Perus in den Regionen Moquegua, Tacna und Puno vor.

## Status, Bedrohung und Schutz
Die Hochland-Kammratte wird von der International Union for Conservation of Nature and Natural Resources (IUCN) aufgrund ihrer vergleichsweise großen Verbreitung und der stabilen Bestände sowie des Fehlens bestandsgefährdender Risiken als nicht gefährdet (least concern) eingeordnet.

## Belege
1. 1 2 3 4 5 6 7  Andean Tuco-tuco. In: T.R.O. Freitas: Family Ctenomyidae In: Don E. Wilson, T.E. Lacher, Jr., Russell A. Mittermeier (Herausgeber): Handbook of the Mammals of the World: Lagomorphs and Rodents 1. (HMW, Band 6) Lynx Edicions, Barcelona 2016, S. 516. ISBN 978-84-941892-3-4.
2. 1 2 3 4   Ctenomys opimus. In: Don E. Wilson, DeeAnn M. Reeder (Hrsg.): Mammal Species of the World. A taxonomic and geographic Reference. 2 Bände. 3. Auflage. Johns Hopkins University Press, Baltimore MD 2005, ISBN 0-8018-8221-4.
3. 1 2 3  Ctenomys opimus in der Roten Liste gefährdeter Arten der IUCN 2019. Eingestellt von: B. Kryštufek, R. Kennerley, 2016. Abgerufen am 17. April 2020.
4. ↑  Johann Andreas Wagner: Beiträge zur Kenntniss der Arten von Ctenomys. In: Archiv für Naturgeschichte. Band 14, Nr. 1, 1848, S. 72–78 (biodiversitylibrary.org).
5. 1 2  Oldfield Thomas: Descriptions of new Rodents from Western South America. In: The Annals and magazine of natural history; zoology, botany, and geology (= 7). Band 6, Nr. 1, 1900, S. 383–387 (biodiversitylibrary.org).